# Куриленко, Пётр Иванович
Пётр Ива́нович Куриле́нко (1862 — 1937) — член I Государственной думы от Черниговской губернии.

## Биография
Православный, крестьянин Стародубского уезда. Землевладелец (24 десятины).
Окончил земскую сельскую школу. Во время военной службы был писарем при Военном министерстве.
Был волостным судьей. Избирался гласным Стародубского уездного и Черниговского губернского земских собраний, в течение 12 лет был членом Стародубской уездной земской управы. Состоял членом попечительного совета Стародубской женской гимназии.
В 1906 году был избран в члены I Государственной думы от Черниговской губернии съездом уполномоченных от волостей. Входил в конституционно-демократическую фракцию. Состоял секретарем финансовой комиссии, а также членом аграрной и бюджетной комиссий. Выступал по аграрному вопросу.
Подробности дальнейшей биографии неизвестны.
Скончался в 1937 году, похоронен в городе Стародуб на кладбище "Красном".

## Семья
- Жена — Елена Костантиновна урождённая Амосова (?—?)[источник не указан 2792 дня]
  - Сын — Сергей Петрович Куриленко (1909, с. Громы Стародубского уезда — 1979)[источник не указан 2792 дня].

### Архивы
- Российский государственный исторический архив.] Фонд 1278. Опись 1 (1-й созыв). Дело 68. Лист 3-5; Фонд 1327. Опись 1. 1905 год. Дело 141. Лист 107-107 оборот; Дело 143. Лист 156 оборот.